# کوما (داغستان)
کوما (به لاتین: Kuma) یک منطقهٔ مسکونی در روسیه است که در شهرستان لاکسکی واقع شده‌است.